# Ácido gimnémico

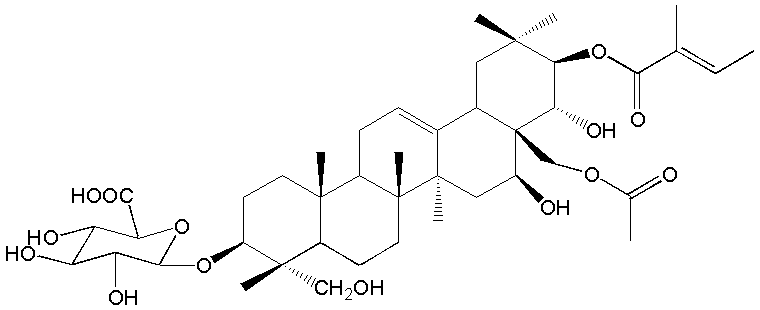
Estructura química del ácido gimnémico.

Ácido gimnémico son glucósidos aislados a partir de las hojas de la especie Gymnema sylvestre (Asclepiadaceae). Ácidos gimnémico como zizifina y hodulcina son compuestos anti-dulces, o inhibidores del dulzor. Después de masticar las hojas, las soluciones endulzadas con sacarosa saben como el agua.
Más de 20 homólogos del ácido gimnémico se encuentra en las hojas. El ácido gimnémico tiene las más altas propiedades anti-dulzor. Suprime la dulzura de la mayoría de los edulcorantes intensos incluyendo edulcorantes artificiales tales como aspartamo y edulcorantes naturales tales como taumatina, una proteína dulce. La actividad anti-dulzor es reversible, pero la recuperación de la dulzura en la lengua puede tomar más de 10 minutos.